# 星野亜門
星野 亜門（ほしの あもん、2000年2月1日 - ）は、日本の俳優（元・子役）である。
東京都出身。かつて劇団ひまわりに所属していた。

## 出演

### テレビドラマ
- 花より男子 第5話（2005年11月18日、TBS）西門総二郎（幼少期） 役
- ウルトラマンメビウス 第24話（2006年、TBS）
- 自転車少年記（2006年11月18日、テレビ東京）草太（幼少期） 役
- 混浴露天風呂連続殺人ファイナル〜箱根伊豆〜（2007年1月20日、ABC）
- 柳生十兵衛七番勝負 最後の闘い 第2回（2007年4月、NHK総合）梅之丞 役
- ちりとてちん 第1回 - 第7回（2007年4月、NHK総合）和田正平（少年時代）役
- 天装戦隊ゴセイジャー 第1・15・39話（2010年、テレビ朝日）ケンスケ 役
- ヤンキー君とメガネちゃん 第1話（2010年4月23日、TBS）品川大地（幼少期） 役

### バラエティ
- それいけ!アンパンマンくらぶ（2005 - 2006年、BS日テレ）

### 映画
- シュアリー・サムデイ（2010年）
- レンタネコ（2010年）
- ロボジー（2012年）

### 舞台
- イタズラなKiss 〜恋の味方の学園伝説〜（2008年）入江裕樹 役
- ちっちゃなエイヨルフ（2009年）エイヨルフ 役[1]

### 日本語吹き替え

#### 映画
- TAXi4（2007年）
- ウォーク・ハード ロックへの階段（2008年）8歳のデューイ・コックス 役
- ビー・ムービー（2008年）
- ツリー・オブ・ライフ（2011年）

#### テレビアニメ
- ぽこよ POCOYO（2006年）主演・ぽこよ 役

### CM
- 日本マクドナルド
- 日本自動車連盟
- IWATANI

### プロモーションビデオ
- 押尾コータロー「Big Blue Ocean」（2006年）『COLOR of LIFE』に収録
- BUMP OF CHICKEN「花の名」（2007年）
- BUMP OF CHICKEN「メーデー」（2007年）